# Vilioutchik
Ne doit pas être confondu avec Vilioutchinsk.
Le Vilioutchik, en russe Vilioutchinski voulkan, Вилючинский вулкан, aussi appelé Uilyuchinsk, Viliuchinskaya, Vilyuchinskaya ou encore Viliuchinsky, est un volcan de Russie situé dans la péninsule du Kamtchatka, dans l'Extrême-Orient russe.

## Géographie
Le Vilioutchik est situé à 30 km de la ville de Vilioutchinsk, dans le sud-est de la péninsule du Kamtchatka et kraï de même nom, à une trentaine de kilomètres au sud-sud-ouest de la ville fermée de Vilioutchinsk. Ce stratovolcan aux pentes escarpées culmine à 2 173 mètres d'altitude. Ses flancs entaillés par l'érosion peuvent se révéler instables et provoquer des éboulements menaçant des habitations.

## Histoire
Le volcan s'est formé au Pléistocène et a connu sa dernière éruption vers 8050 av. J.-C.. Celle-ci s'est déroulée depuis le sommet du volcan et a produit des explosions et des coulées de lave.